# Ivan Ljubić
Ivan Ljubić (* 7. Juli 1996) ist ein österreichischer Fußballspieler.

## Karriere

### Verein

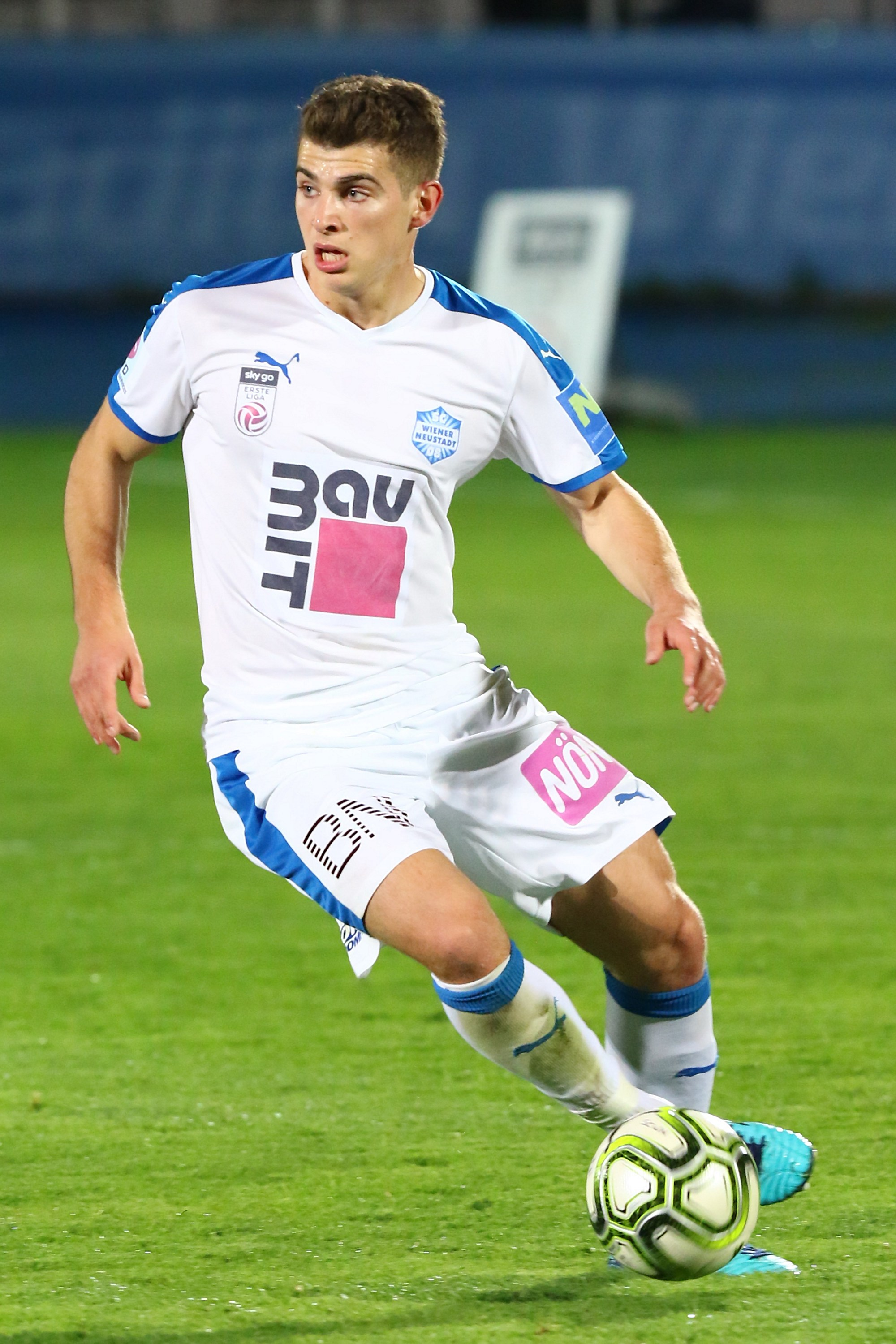
Ivan Ljubić in Aktion

Ljubić begann seine Karriere beim First Vienna FC. 2010 kam er in die Akademie des FK Austria Wien. Im Oktober 2014 spielte er erstmals für die Zweitmannschaft in der Regionalliga.
Zur Saison 2015/16 wechselte Ljubić zum SV Horn. Mit den Hornern konnte er in jener Saison Meister der Regionalliga Ost werden und somit in den Profifußball aufsteigen. Sein Debüt in der zweiten Liga gab er am fünften Spieltag der Saison 2016/17 gegen den Floridsdorfer AC, als er in Minute 71 für Tomislav Jurić eingewechselt wurde.
Nach dem Abstieg der Horner in die Regionalliga wechselte Ljubić zur Saison 2017/18 zum Bundesligisten SK Sturm Graz, bei dem er einen bis Juni 2019 gültigen Vertrag erhielt. Er wurde aber direkt an den Zweitligisten SC Wiener Neustadt verliehen.
Zur Saison 2018/19 wurde er an den TSV Hartberg weiterverliehen. Sein Debüt für Hartberg in der Bundesliga gab Ljubić im Juli 2018 gegen den SK Sturm Graz. Im September 2018 erzielte er bei einem 2:1-Sieg gegen den SCR Altach seinen ersten Treffer in der höchsten österreichischen Spielklasse.
In der Winterpause jener Saison wurde er zu Sturm zurückbeordert. Für Sturm kam er in den folgenden viereinhalb Jahren zu 151 Pflichtspieleinsätzen, von denen er 117 in der Bundesliga machte. Mit Sturm gewann er 2023 den ÖFB-Cup. Nach der Saison 2022/23 verließ er die Grazer und wechselte zum Ligakonkurrenten LASK, bei dem er bis Juni 2025 unterschrieb. Für den LASK kam er zu 26 Bundesligaeinsätzen.
Zur Saison 2025/26 wechselte Ljubić nach Zypern zu Apollon Limassol.

### Nationalmannschaft
Im September 2018 debütierte Ljubić für die österreichische U-21-Auswahl, als er im EM-Qualifikationsspiel gegen Armenien in der Startelf stand.

## Erfolge
- Österreichischer Cup-Sieger: 2023